# Louise Vesth
Louise Vesth (Dinamarca, 18 de março de 1973) é uma produtora cinematográfica dinamarquesa. Como reconhecimento, foi nomeada ao Oscar 2008 na categoria de Melhor Curta-metragem por At Night.